# Długie Jezioro (powiat świdwiński)
Długie Jezioro – jezioro na Pojezierzu Drawskim, położone w woj. zachodniopomorskim, w powiecie świdwińskim, w gminie Połczyn-Zdrój. Ma powierzchnię ok. 15 ha i głębokość maksymalną 4,7 m. Jest jezioro eutroficznym, w ok. 75% otoczonym lasem. Woda w jeziorze jest klarowna bez zakwitów, a jego dno piaszczyste.
Przy brzegu Długiego Jeziora rośnie wąski pas turzyc oraz skąpo trzcina pospolita i pałka szerokolistna, a pomiędzy nimi niewielkie płaty osoki aloesowatej. Na dnie zbiornika moczarka kanadyjska, duże płaty grążela żółtego.
9 lipca 1999 roku stwierdzono nad jeziorem występowanie na trzcinie pospolitej żagnicy zielonej.
Przez jezioro przepływa rzeka Drawa.
Długie Jezioro znajduje się w rezerwacie przyrody Dolina Pięciu Jezior.
W 2004 roku dokonano badań czystości wód powierzchniowych, gdzie oceniono wody Długiego Jeziora na II klasę czystości.
Nazwę Długie Jezioro wprowadzono urzędowo w 1950 roku, zastępując poprzednią niemiecką nazwę jeziora – Langer See.